# Murina puta
Murina puta is een zoogdier uit de familie van de gladneuzen (Vespertilionidae). De wetenschappelijke naam van de soort werd voor het eerst geldig gepubliceerd door Kishida in 1924.

## Voorkomen
De soort komt voor in Taiwan.